# ラピーノ
ラピーノ（イタリア語: Rapino）は、イタリア共和国アブルッツォ州キエーティ県にある、人口約1,300人の基礎自治体（コムーネ）。

## 地理

### 位置・広がり

#### 隣接コムーネ
隣接するコムーネは以下の通り。
- ファーラ・フィリオールム・ペトリ
- グアルディアグレーレ
- ペンナピエディモンテ
- プレトーロ
- サン・マルティーノ・スッラ・マッルチーナ

## 行政

### 分離集落
ラピーノには、以下の分離集落（フラツィオーネ）がある。
- Case Nuove, Colle Cese, Coste Micucci, Ortaglio, Piano, Pretara, Vicenne